# Здание Азовско-Донского коммерческого банка (Санкт-Петербург)
Здание Азовско-Донского коммерческого банка — памятник архитектуры. Расположен в Санкт-Петербурге, современный адрес дома — Большая Морская улица, 3-5.

## Предыстория

### Дом № 3
Весь квартал изначально, в 1760-х годах, был распланирован Алексеем Васильевичем Квасовым. В феврале 1766 года архитектор получил участок № 3 по Большой Морской улице и начал строить трёхэтажный дом с двумя дворовыми флигелями. В 1772 году архитектор умер до того, как строительство дома кончилось, его вдова, дети Василий и Авдотья сдавали помещения в доме внаём, в здании размещались аукционы, книжная лавка, часовая мастерская, слесарь, парикмахер и повивальная бабка.
В 1797 году Василий продал участок Карлу Готлибу Шпуту (Штуту). Кроме главного корпуса на участке были флигели, стоявшие каре вокруг второго хозяйственного двора, в доме было 29 «покоев». С 1801 года в здании работала кондитерская Валлота и Вольфа (в соседнем доме Котомина была кондитерская, которую Вольф держал с другим партнёром).
В 1804 году владельцем стал мастер по меди Вецель. В 1810—1850-х годах владельцами были купец Иван Антонов, потом мещанин Воронков, а с 1854 года (возможно, с 1835 года) — купец Яков Диль. К 1861 году владельцем был гвардии поручик Александр Андреевич (или Александр Александрович) Татищев, с 1867 года — Леонид Александрович.
К середине XIX века за главным корпусом снесли каретник и построили дворовые флигеля. В промежуток между 1861 и 1867 годами здание надстроили четвёртым этажом, фасад оформили в стиле классицизма и открыли гостиницу «Бель-Вю», в которой в 1880 году останавливались И. С. Тургенев и Дж. К. Джером, а позже — Л. В. Собинов.
После смерти Леонида Александровича участком владела его вдова Екатерина Ильинична и дети Илья и Леонид. В 1894 году в доме состоялся осмотр комиссии, определявшей возможность его перестройки для размещения Департамента железнодорожных дел сохранной казны и редакции «Вестника финансов, промышленности и торговли», по выводам комиссии, дом было выгоднее арендовать, чем перестраивать; однако в 1898 году перестройка первого этажа по проекту техника-архитектора Н. Васильева всё же состоялась.
Семья Рено, владевшая гостиницей, также владела гостиницей «Франция» из дома № 6. «Бель-Вю» работал до 1909 года.

### Дом № 5
После распланирования участок долго не застраивали. В 1781 году он был отдан Тимофею Мартыновичу Антропову, построившему здесь первое каменное строение (вероятно, также по проекту А. В. Квасова). В 1786 году участок был продан Василию Ивановичу Лукину, до 1792 года в доме жил М. Ф. Дамам-Демартре. В 1813 году в доме построили каменную лестницу, сломав старые деревянные переходы. Существует проект архитектора А. Буржуа по надстройке четвёртым этажом от 1833 года.
В 1834—1854 годы хозяином дома был Иосиф Петрович Петерс. Для него А. Робен делал два проекта перестроек (точные даты неизвестны), по которым четвёртый этаж надстраивали на дворовых флигелях.
До конца 1860-х годов владельцем считается поручик Александр Мясников, далее — жена полковника Екатерина Константиновна Штрандман. В 1859 году А. Гемилиан создал проект переделок дворовых построек для Константина Карловича Штрандмана, а Е. Ферри-де-Пиньи создал проект зонта-навеса. В 1881 году М. Рылло расширил торговые помещения первого этажа. В 1883 году заказчицей ремонта с заменой деревянных перекрытий над проездом во двор на металлические балки была Екатерина Константиновна.
В 1900 году в здании работала редакция газеты легальных марксистов «Северный курьер». 20 мая в доме дважды бывал В. И. Ленин. К 1901 году арендовала Елизавета Балтазаровна Флиге, «жена Придворного Артиста», тогда же на четвёртом этаже было устроено фотоателье по проекту А. Зографа; на правой части здания он сделал стеклянную кровлю. В 1902 году торговые помещения первого этажа с большими окнами-витринами проектировал В. В. Шауб. В 1907 году в жил Пётр Дмитриевич Боборыкин. Баронесса Елена Константиновна Розен и жена камергера Магдалина Константиновна Оом, наследницы Штрандманов, продали дом Азовско-Донскому банку 2 июня 1906 года за 540 000 рублей.

## Современное здание

### Строительство
Правление Азовско-Донского банка купило дом № 5 по Большой Морской улице в 1907 году с целью постройки на его месте нового здания. Автором проекта был Ф. И. Лидваль, конкурс был закрытым и с малым оповещением общественности; отмечается, что директор банка Борис Абрамович Каменка жил доме на Каменноостровском проспекте № 1-3, построенном Лидвалем.
По условиям конкурса у здания должно было быть четыре этажа (вероятно, с несгораемой мансардой) с подвалом. На первом этаже должен был располагаться вестибюль, гардероб, уборные для посетителей, двухсветный операционный зал с площадью не менее 400 м², приёмная и четыре директорских кабинета. В подвале должно было помещаться не менее 300 сейфов с кабинами, кладовая и архив. На других этажа должны были находиться зал заседаний совета банка и зал заседания правления, кабинеты членов правления и приёмная при них, помещения для секретариата, инспекции, бухгалтерия на 120 человек с кабинетами главного бухгалтера и его заместителя, архив, кладовая канцелярских принадлежностей, брошюровочная, столовая с буфетом, экспедиция и почта, четырёхкомнатная квартира с кухней управляющего домом, три помещения для дворников, швейцаров, котельная, склад угля, прачечная, мужские уборные на всех этажах и одна дамская уборная. Фасад должен был быть создан из естественного камня, здание должно было быть выполнено из огнеупорного материала, стиль оформления в условиях конкурса определён не был. 8 августа 1906 года были составлены условия конкурса, крайний срок предоставления проектов был задан 15 ноября 1906 года (что является ещё одним аргументом за лоббирование Лидваля, предположительно знакомого с условиями до официальной публикации). При этом всё же в рамках конкурса были поданы работы М. А. Сонгайло и Карла Маккензена.
Жюри для рассмотрения работ было сформировано после срока подачи работ по договорённости между правлением банка и Императорским Санкт-Петербургским обществом архитекторов, в него вошли Л. Н. Бенуа, П. П. Марсеру, П. Ю. Сюзор и З. Я. Леви, а также «кандидаты» В. П. Цейдлер и В. П. Покровский «при секретаре» М. М. Перетятковиче.
Представленные три проекта («Широко», «Золотой круг» — предположительно, М. С. Сонгайло и К.Э Маккензен, «На Морской» — Лидваль) в исходном виде приняты не были; главной сложностью стало условие размещения операционного зала на первом этаже, обычно его при таком требовании выводили на главный фасад или перекрывали стеклянным куполом, но заказчика эти варианты не устроили. В изначальном проекте Лидваля здание было будто вне окружающего контекста, больше похоже на доходный дом (которыми Лидваль занимался ранее), выполнено скорее в духе северного модерна. Цокольная и верхняя части были выделены светлой тёсаной облицовкой, левый эркер был шире правого, на втором этаже были шестиугольные окна; завершался фасад фигурно.
23 февраля 1907 года была создана комиссия по постройке здания, 2 мая Совет банка единогласно утвердил проект Ф. И. Лидваля, 15 января 1908 года проект одобрил Техническо-строительный комитет МВД, а 29 января прошёл согласование у Николая II (в дальнейшем из-за изменения планов прошло ещё несколько согласований, и в итоге проектирование затянулось на 2,5 года, до высочайшего одобрения 23 июня 1909 года). По задумке архитектора освещение зала шло через сплошные стеклянные стены со стороны узких световых дворов, укрытых стеклянными кровлями с большим уклоном. В сравнении с первым проектом (в поиске финального Лидваль создал несколько вариантов) масштабы деталей здания были укрупнены. Строительная документация была утверждена 2 июня 1907 года, вскоре после этого было начато само строительство; 15 декабря 1907 года совет банка рассмотрел доклад о необходимости приобретения дома № 3, 31 октября 1907 года посещал строящийся объект.
Когда правление банка выкупило соседний дом, возникла задача объединить уже существующее и будущее здание. Сначала в доме № 3 разместили служащих банка, переезд начался 30 июля 1909 года. Городская управа согласовала проект перестройки 29 марта 1912 года, «высочайшее соизволение» было получено 16 июня, вторая очередь строительства была завершена в 1913 году. Внутренние дворы зданий были соединены, въезд во двор на главном фасаде был передвинут, там, где раньше был запланирован проезд, была создана лестница, связывающая помещения зданий; на месте прежней лестницы были созданы уборные.
Для проверки восприятия пластики фасада Лидваль с помощью Я. А. Троупянского, на тот момент студента, создавал модели здания. Подрядчики первого этапа строительства неизвестны, хотя предположительно они пересекаются с подрядчиками второго этапа. Инженер В. А. Барри сносил старые здания и вчерновую возводил новое, «Бюро Вега» занималась земляными, бетонными и изоляционными работами, а также поставкой балок для фундамента, Восточно-Финляндское гранитное общество облицовывало фасад гранитом, добытым в месторождении Ковантсари, Компания Санкт-Петербургского металлического завода была поставщиком инженерного оборудования для отопления и вентиляции, а техник Я. В. Голант осуществлял проект освещения и электрооборудования.
На строительство было потрачено 658 558 рублей 50 копеек без учёта стоимости выкупа участка.

### Внешний вид и интерьеры
Каждый из фасадов уникален, но вместе они составляют симметричную композицию, объединённую фактурой, колористической гаммой и декоративной обработкой, в которой сочетаются элементы классицизма и модерна.
В доме № 5 фасад украшен портиком из трёхчетвертных колонн ионического ордера, каннелированных в нижней части. В доме № 3 вместо колонн использованы пилястры (шесть пилястр вместо четырёх колонн), что делает его вид более плоским. Фасады облицованы светло-серым гранитом мелкозернистой породы из серого полевого шпата с кварцем. Скульптуры сделаны из однородного мелкозернистого темно-серого гранита без полосчатости, а на отдельных плитах облицовки центра цокольного этажа видна полосчато-сланцевая структура камня, полосы изогнуты или смяты в складки. Для главного входа использован чёрно-белый пёстро-полосчатый зеркально-полированный камень с преобладанием серого плагиоклаза. Полуфронтон украшен гирляндами, по сторонам от расположенного наверху большого полуциркульного окна сделаны небольшие прямоугольные окна. Поверху ризалитов расположены пятичастные разделённые импостами окна. У прямоугольных окон левой части здания нет наличников и переплётов. В стенах сделаны ниши с вазонами и арки с дорическими колонками. Цоколь под колоннами изрезан подобно гребню.
На уровне первого этажа высечен скульптурный фриз из пяти частей со стилизованными в духе античности фигурами (предположительно, продемонстрированы торговля или сбор дани и жертвоприношение Гермесу), между окнами четвёртого этажа расположены овальные медальоны с аллегориями частей света (Европы, Азии, Африки и Америки). Скульптурные работы выполнил В. В. Кузнецов, хотя сюжеты, приёмы композиции и расстановка фигур выполнены уже на известной по фотографии гипсовой модели здания, выполненной Троупянским (а значит, вероятно, он и является истинным автором композиции). По большей части фигуры фриза изокефальны, выражения лиц отрешённые.
Фасад дома № 3 не имеет выраженного центра, растянут скорее вширь, чем по вертикали. Цоколь также подобен гребню, вместо угловых балконов первого здания сделана цепочка балконов-балюстрад Четвёртый этаж обработан квадрами, в овальных медальонах расположены мелкие маскароны. На импостах пятичастного верхнего правого окна сидят стилизованные совы, окно продолжается 13 узкими окошками с каннелированными столбиками между ними. Подворотня декорирована кессонированным сводам, нишей с диваном и львиной маской. Ниша ризалита по декору перекликается с аналогичной нишей левого корпуса, между окнами 2 и 3 этажей изображена пара лебедей с гирляндами — как и на барельефе полуфронтона левого здания. Фриз продолжен изображением процессии с дарами, а также симметричным диптихом у арки правого ризалита.
В 1912 году левая часть здания принесла заказчику и архитектору золотую медаль на городском конкурсе фасадов. В целом фасад внешне перекликается с соседним зданием Главного штаба, на нём точно воспроизведён пояс меандра над рельефным циклом первого этажа, разделяющий этажи.
В операционном зале здания железобетонные конструкции сочетаются с интерьером в стиле модерн. У двух зданий единое внутреннее пространство, операционный зал занимает почти всю площадь. По залу идут два ряда железобетонных пилонов, поверху центрального «нефа» сделаны широкие витражи с минималистскими орнаментами, латунными прямоугольными решётками-переплётами с бесцветным рифлёным, прозрачным и офактуренным жёлтым стеклом (на 2017 год зал гораздо более тёмный, чем было задумано, так как зашиты стеклянные потолки), потолочный плафон был кессонирован. В вестибюле стоит мраморная статуя, копия или оригинал работы Антонио Кановы.
В 1970-х годах зал изменили, в частности, его освещение, но в 1980 году провели реставрацию с возвращением светильникам прежнего облика. Во второй половине 1980-х годов в связи с ростом спроса на услуги переговорного пункта операционный зал вновь был перестроен с увеличением количества переговорных кабин, при которой подлинные деревянные перегородки, барьеры, облицовочные панели были уничтожены. Тогда же произошла перепланировка помещений.
В отделке помещений используются зелёный и буровато-зелёные шведские мраморы.

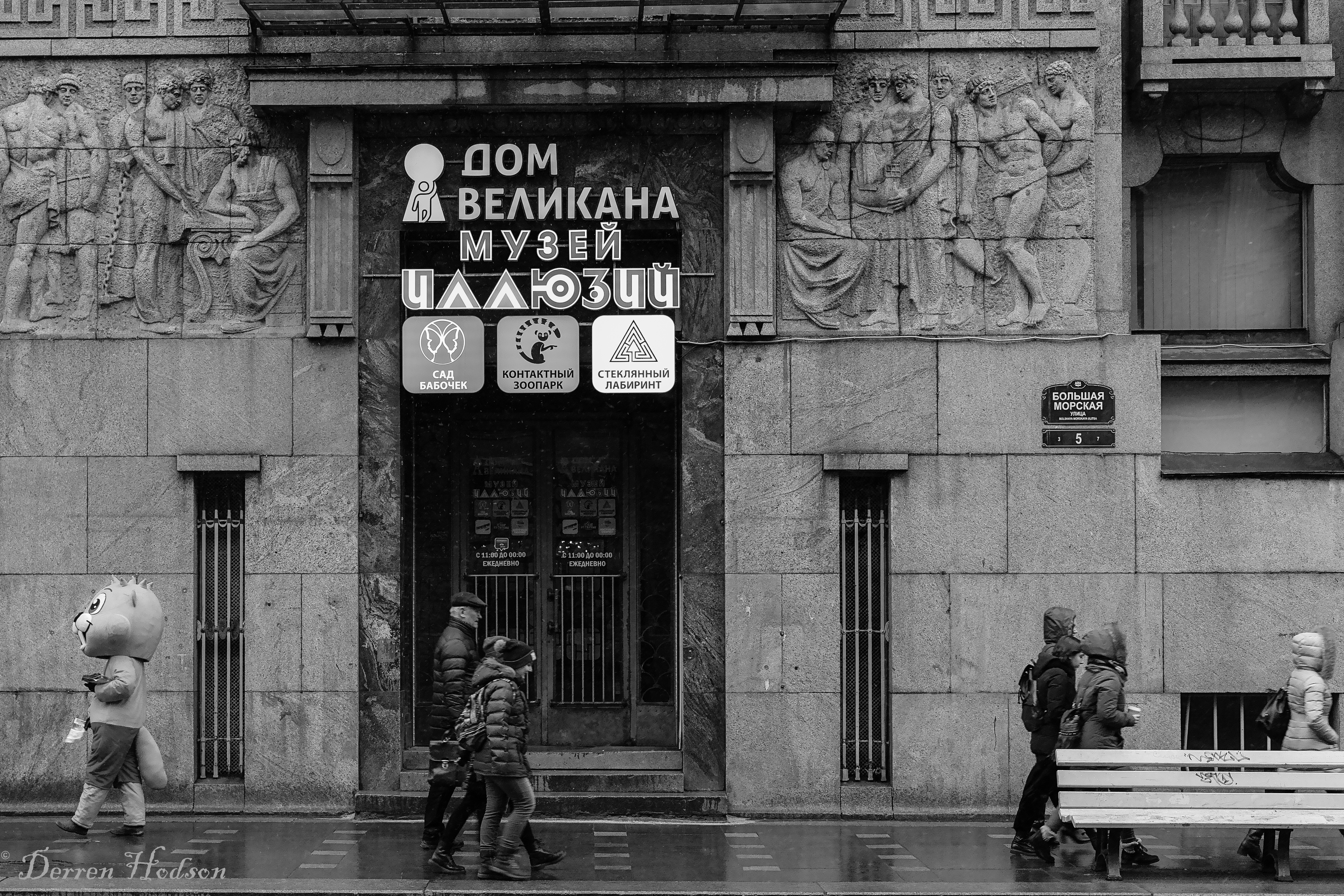
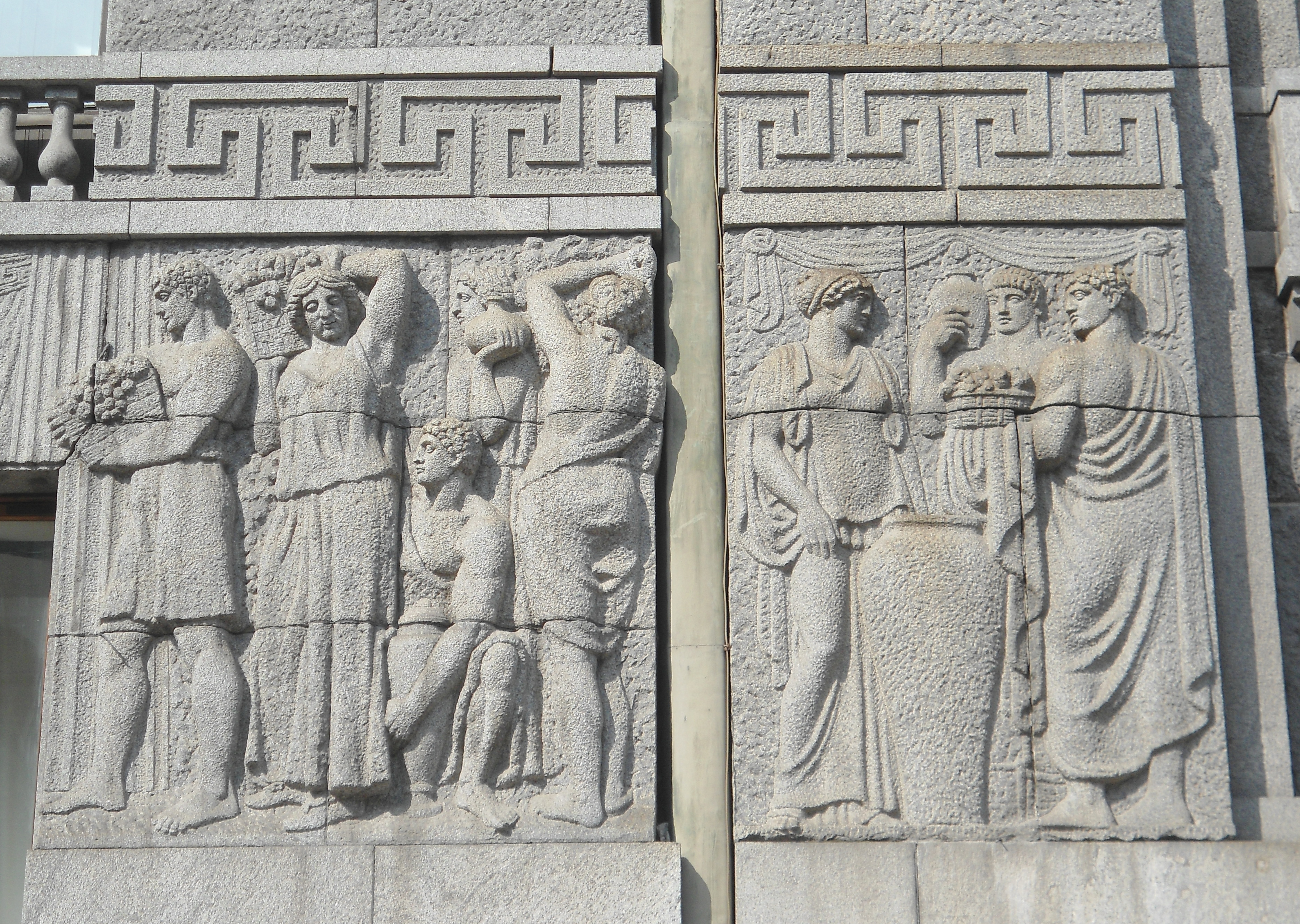
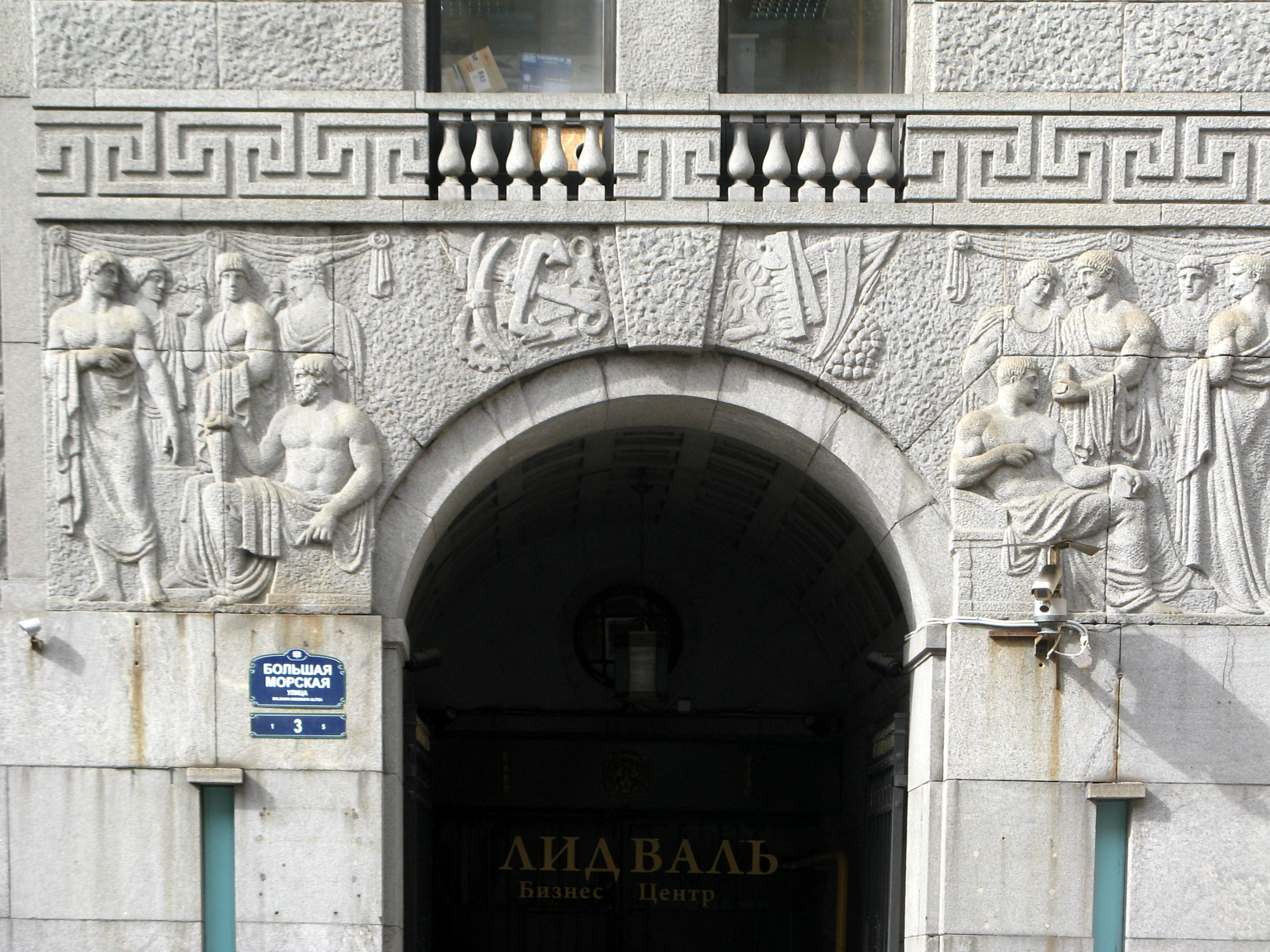
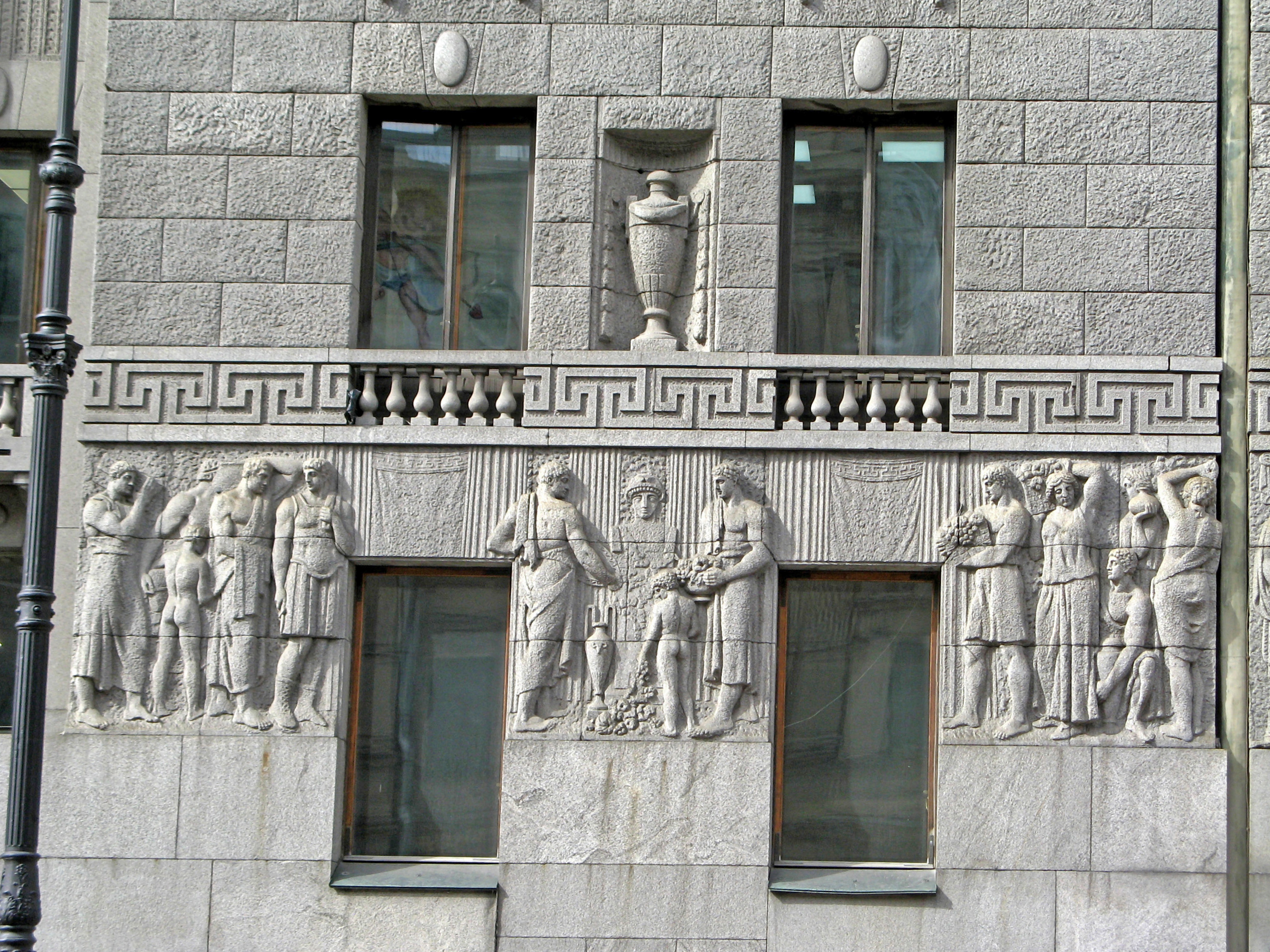
Дом 5
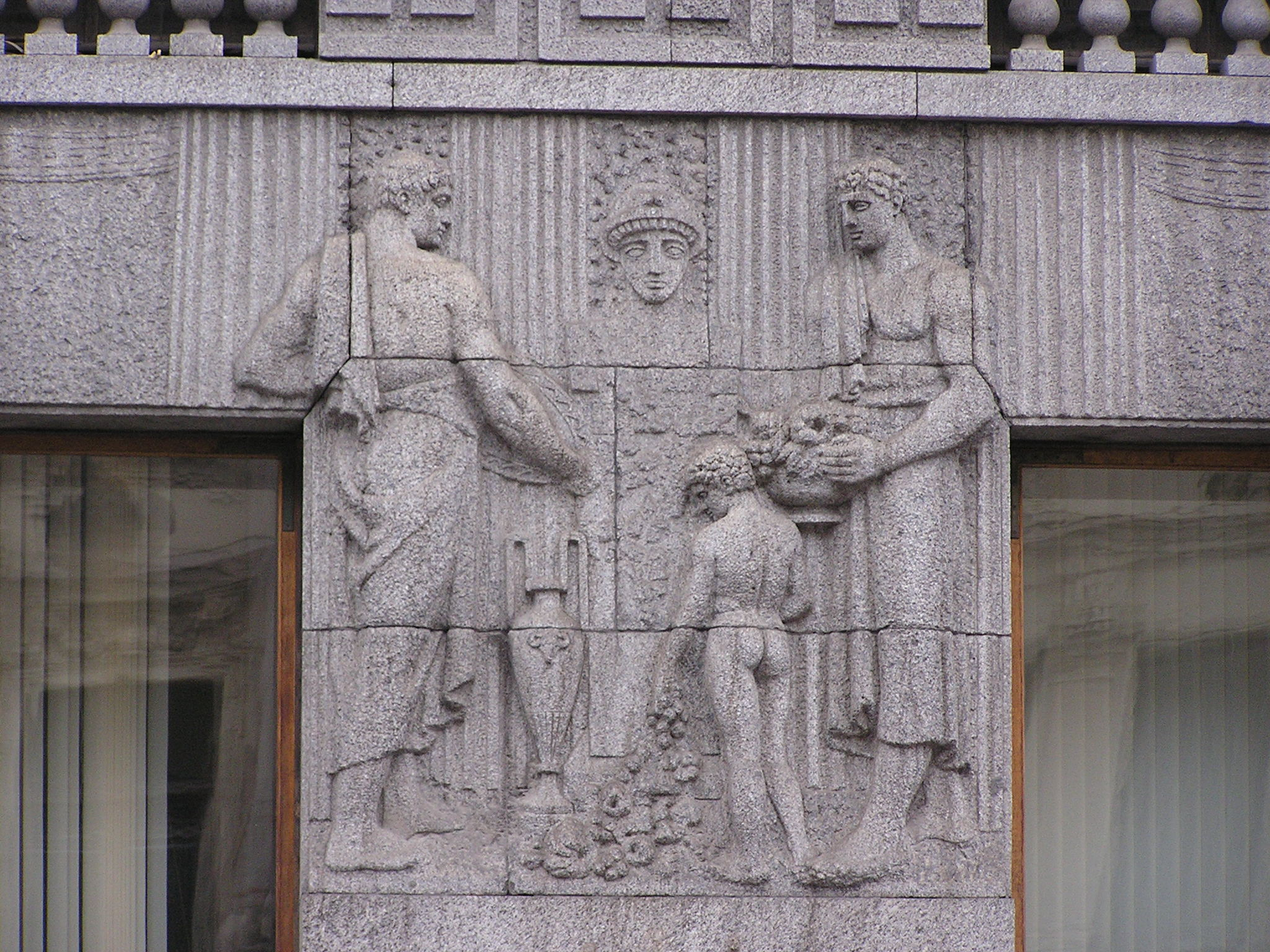
Дом 5
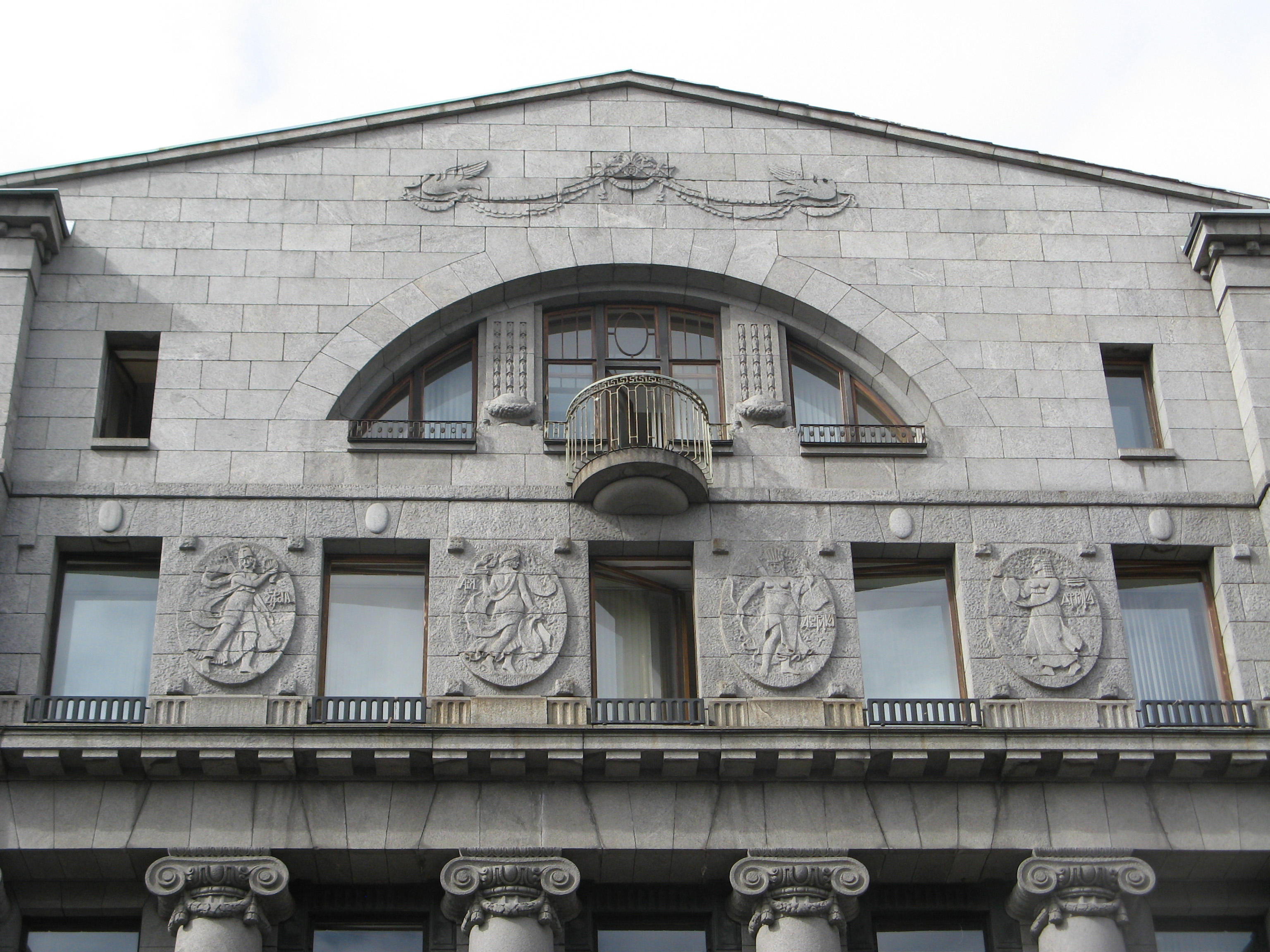
Дом 5
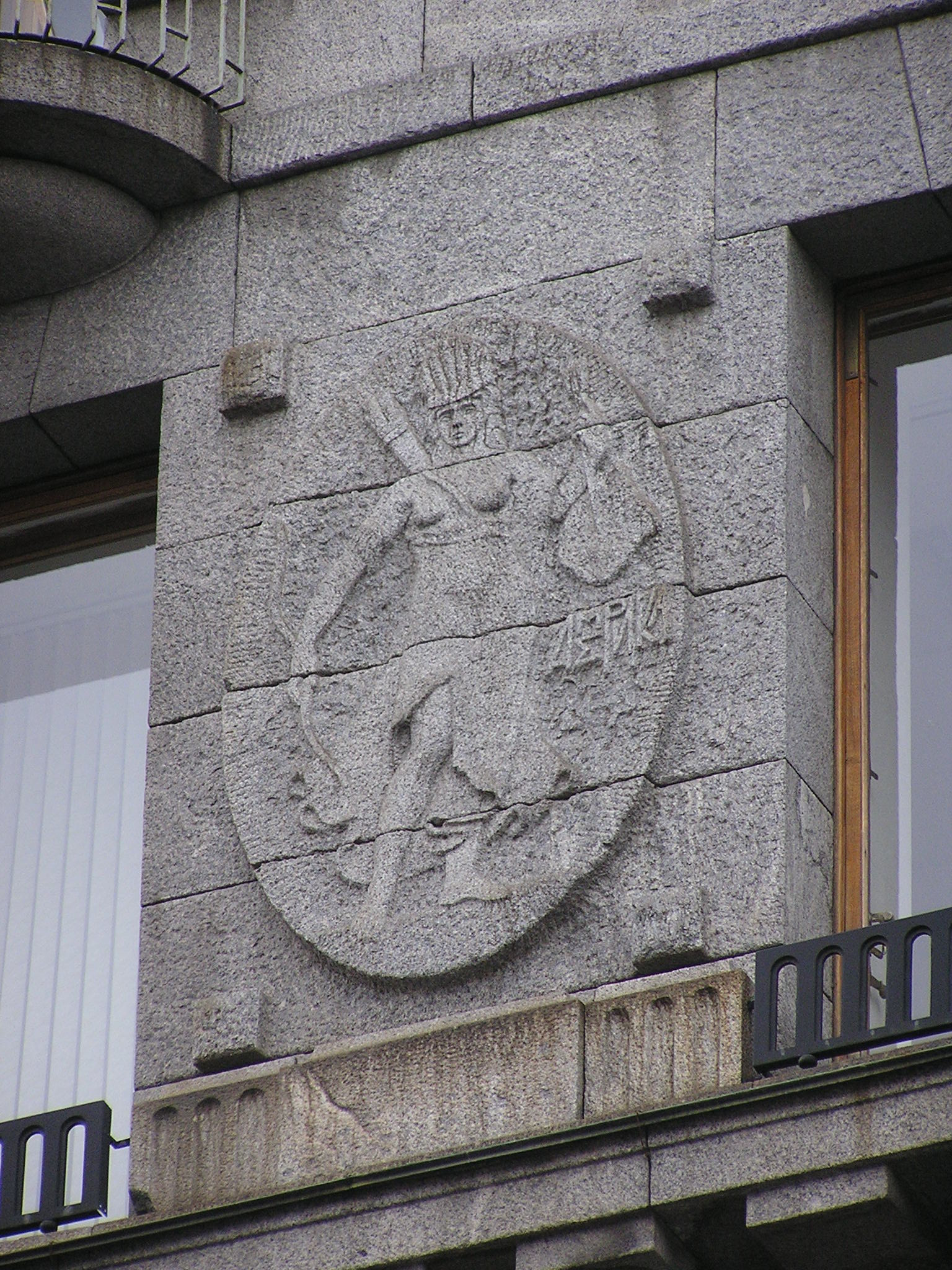
Дом 5
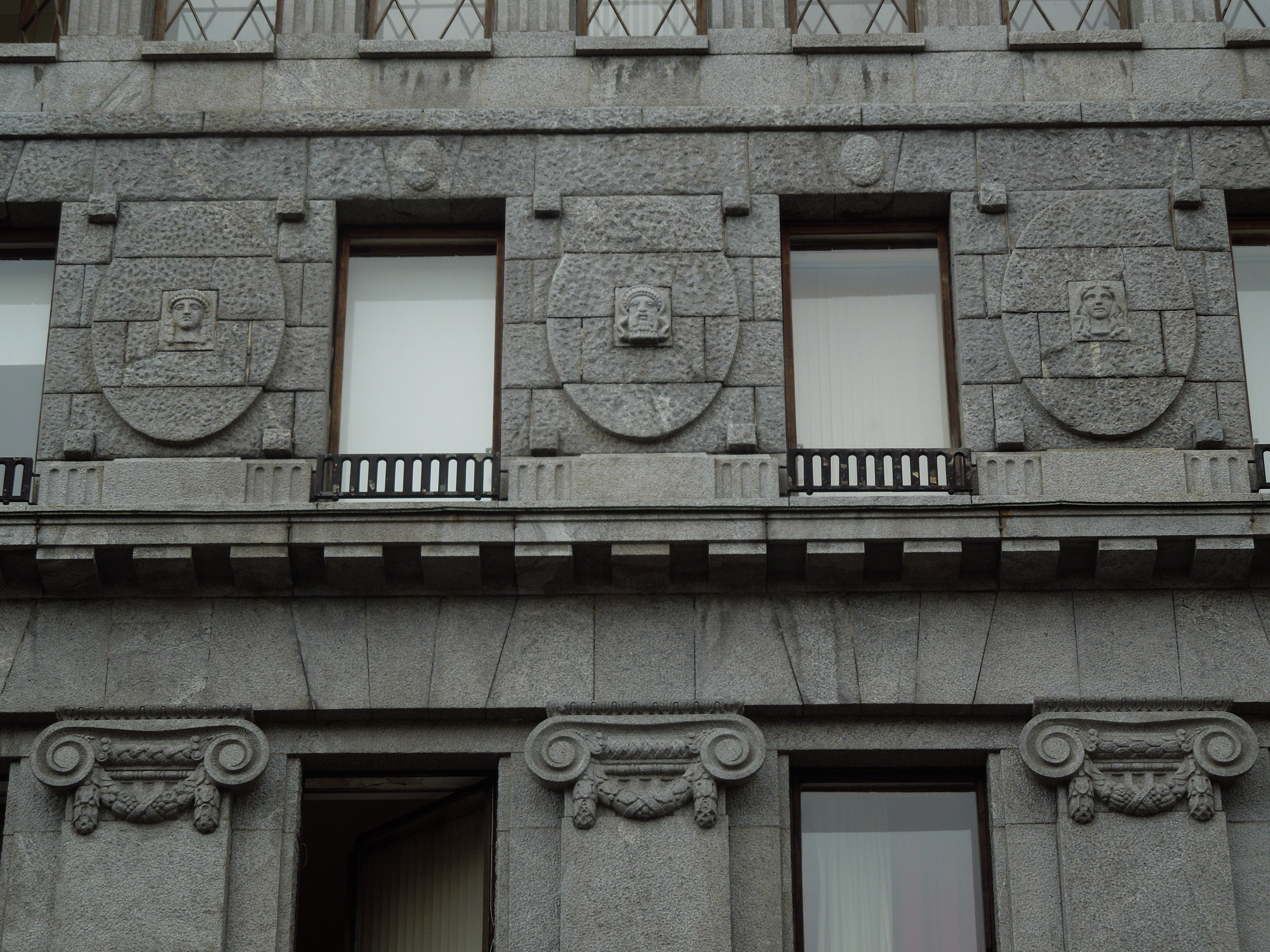
Дом 3
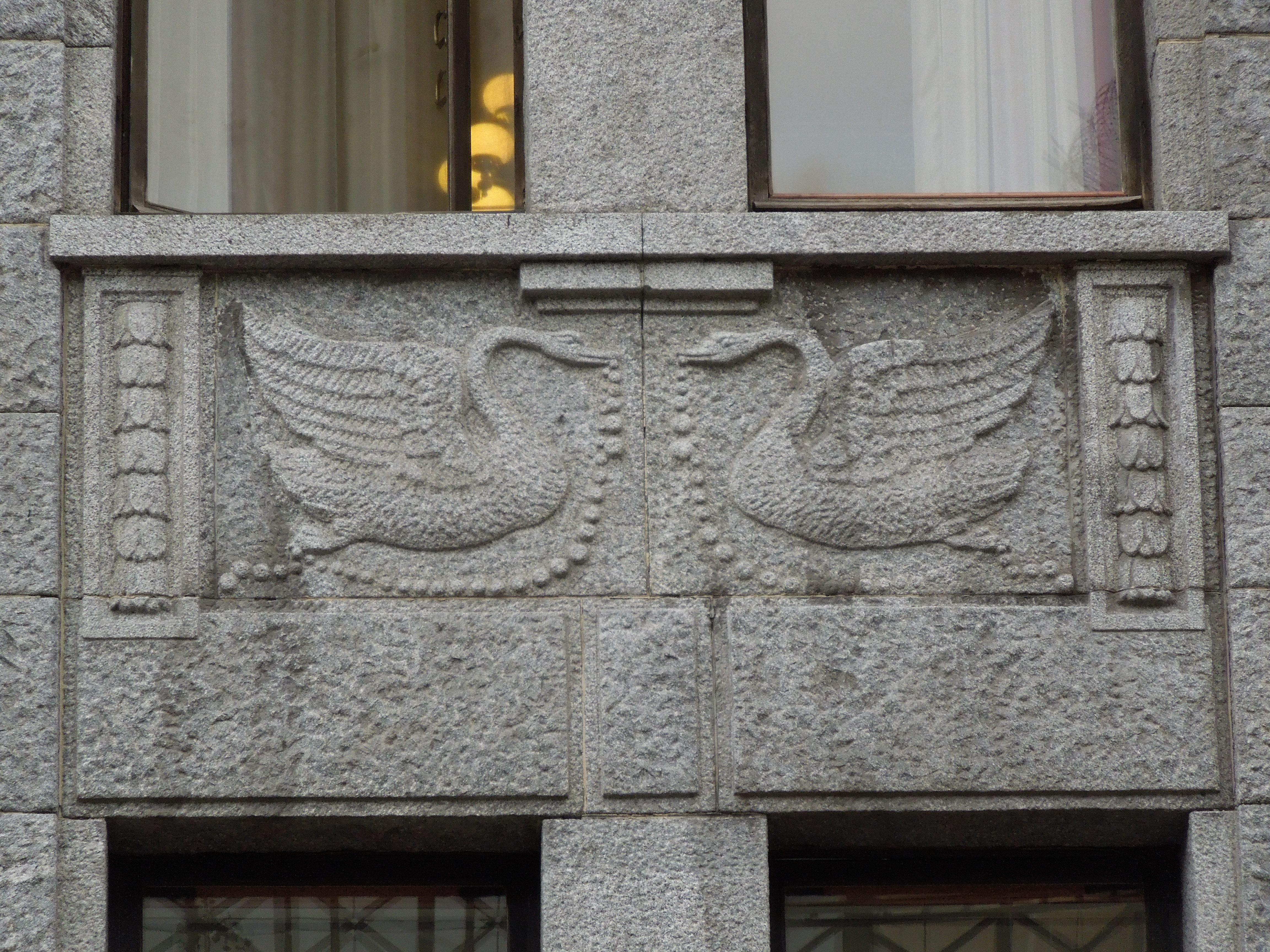

### Использование здания
Переезд Азовско-Донского банка в новое здание состоялся 30 июля 1909 года. После революции, в 1917 году, коммерческие банки прекратили существование, и в 1920—1930 годах в здании находились Ленинградская областная контора Торгбанка, сберегательная касса, Главмедь и Главцинкосвинец, областной союз потребительских обществ, Управление хлебопечения, Главкондитер, Ленкультторг, Военторг, гостиница «Петроотель», дирекция строящихся объектов министерства Связи СССР.
В 1944—1947 годах здание реставрировали, и 20 июня 1947 года в нём открыли Междугородную телефонную станцию, со следующего года — самый большой в городе Центральный переговорный пункт. В 1964 году здесь прошёл первый разговор между Ленинградом и Москвой с использованием автоматической телефонной связи и начал работать первый в стране монетный междугородный телефонный автомат. В те же годы впервые фототелеграфом передали макет вёрстки для печати тиража газеты «Правда».